# Hrvatski malonogometni kup – regija Zapad 2018./19.
Malonogometni kup regije Zapad je jedan od tri kvalifikacijska regionalna kupa za Hrvatski malonogometni kup za sezonu 2018./19., igran na području zapadne, središnje i sjeverne Hrvatske. Kup je osvojio klub "Jesenje" iz Gornjeg Jasenja.

## Sustav natjecanja
Kup se igra jednostrukim kup-sustavom krajem 2018. godine. U natjecanju sudjeluju futsal klubovi iz 2. HMNL - Zapad i 1. HMNL koji nemaju osiguran plasman u Hrvatski malonogometni kup, te pobjednici županijskih kupova s ovog područja. Pobjednik stječe pravo nastupa u Hrvatskom kupu za 2018./19. 

## Rezultati

### Četvrtzavršnica
Igrano 4. i 5. prosinca 2018. godine.

| klub1                    | rez.     | klub2     | napomene, izvještaji   |
| ------------------------ | -------- | --------- | ---------------------- |
| Jesenje (Gornje Jesenje) | 7:2      | Zagreb 92 |                        |
| Novi Marof               | 6:4      | Otočac    |                        |
| Futsal Pula              | 8:3      | Bjelovar  |                        |
| Siscia Sisak             | 0:3 p.f. | Rab       | "Rab" prošao bez borbe |

### Poluzavršnica
Igrano 11. i 12. prosinca 2018. godine.

| klub1      | rez.          | klub2                    | napomene, izvještaji                            |
| ---------- | ------------- | ------------------------ | ----------------------------------------------- |
| Novi Marof | 4:4, 8:7 p.p. | Futsal Pula              | "Novi Marof" prošao boljim izvođenjem šesteraca |
| Rab        | 2:6           | Jesenje (Gornje Jesenje) |                                                 |

### Završnica
Igramo 27. prosinca 2018. u Novom Marofu.
| klub1      | rez. | klub2                    | napomene, izvještaji |
| ---------- | ---- | ------------------------ | -------------------- |
| Novi Marof | 2:8  | Jesenje (Gornje Jesenje) |                      |

## Vanjske poveznice
- hns-cff.hr, Hrvatski malonogometni kup
- crofutsal.com, Hrvatski malonogometni kup
- hrfutsal.net